# Токоа
Токоа (исп. Tocoa) — город и муниципалитет в северной части Гондураса, на территории департамента Колон.

## Географическое положение
Город расположен на правом берегу реки Агуан, в 61 км к юго-западу от Трухильо, 30 км к северо-востоку от города Сава, 70 км от Оланчито и 100 км от Ла-Сейба. Абсолютная высота — 53 метра над уровнем моря.
Климат города — жаркий тропический, со средней годовой температурой 29 °C. Сезон дождей продолжается с июня по январь.

## История и правительство
Toкoa был основан в 1871 году, организован муниципалитет в 1892.
Хуан Дж Евангелиста был первым мэром.
В настоящее время 2014—2018 муниципальный совет возглавляет Адан Фунез.

## Культура

### Спорт
Футбольный клуб.

## Население
По данным на 2013 год численность населения составляет 50 413 человек.
Динамика численности населения города по годам:
| 1974  | 1988   | 2001   | 2013   | 2015   |
| ----- | ------ | ------ | ------ | ------ |
| 2 803 | 14 079 | 26 020 | 50 413 | 94 120 |

## Услуги
Есть несколько предприятий, банки, компании, местные и международные организации (Всемирная продовольственная программа), инженерно-христианская некоммерческая организация, предлагающая помощь нуждающимся людям в районах: такие, как чистая вода, санитария, здравоохранение и гигиена, и т. д., который имеет свой региональный офис в Латинской Америке Tocoa и его штаб-квартира Всемирного в Чарльстоне, Южная Каролина.